# Межславянский язык
Межславя́нский (междуславя́нский) или панславя́нский язы́к (меджусловјанскы језык, medžuslovjansky jezyk) — вспомогательный общеславянский язык, основанный на языковом материале старославянского и живых славянских языков, предназначенный для общения между их носителями. С его помощью можно общаться, не используя отдельные славянские национальные языки.
Межславянский язык можно классифицировать как натуралистический искусственный язык. По сути, это современное функциональное продолжение старославянского языка, ориентированное на понимание без предварительного изучения носителем любого из языков славянской группы. Грамматика и словарь основаны на общих для славянских языков конструкциях, язык имеет упрощённую грамматику с минимумом исключений, что позволяет славяноговорящему (славянофону) легко овладеть им. В первую очередь, он создаётся, чтобы помочь путешественникам и людям общаться лично и через Интернет без перевода текста на несколько языков, что позволяет человеку говорить и писать понятно для носителей почти любого из живых славянских языков, а также самому лучше понимать тексты на других славянских языках.
В отличие от словио, межславянский язык не претендует на самостоятельность. Его не предполагается использовать для полноценного общения. Его, скорее, предполагается использовать для общеславянской коммуникации. Например, документ, написанный на межславянском языке, не надо будет переводить на все славянские языки. Межславянским языком можно писать как латинским, так и кириллическим алфавитом.

## Идея
Славянские языки — относительно однородная группа языков. Она состоит из трёх подгрупп, которые имеют очень схожую структуру и много общих черт в грамматике, лексике и синтаксисе. Знания одного из славянских языков обычно достаточно, чтобы хотя бы частично понимать речь на другом славянском языке.
Основная задача, которую ставили перед собой разработчики межславянского языка — создать язык, который будет понятен без предварительного изучения всем или большинству носителей славянских языков. Грамматика и лексика полностью созданы на основе общих черт грамматик славянских языков, также имеет около 80 % сходства с русской грамматикой. Словарь создаётся путём тщательнейшего отбора слов из существующих славянских языков так, чтобы они были понятны всем или большинству носителей славянских языков.
Язык имеет философию, близкую к языку интерлингва, который может служить аналогичным объединением романских языков и является примером для формирования межславянского. Цель так называемого зонального языка — использование его для связи в пределах определённой группы, все члены которой имеют пассивное понимание языка без необходимости изучения его. В отличие от установленных универсальных международных вспомогательных языков, таких как эсперанто, зональные языки часто имеют сложную внутреннюю структуру. С другой стороны, грамматика и морфология межславянского содержит очень немного исключений, что делает его лёгким для изучения.
Проект не является политическим и не предполагает вытеснения существующих славянских языков, он будет использован как компьютерный язык для облегчения межславянской коммуникации. Предложенный язык также улучшил бы качество машинного перевода.

## Предпосылки
История межславянского или же панславянского языка близка и во многом связана с идеями панславистской идеологии, в основе которой лежат идеи о необходимости славянского национального политического объединения на основе этнической, культурной и языковой общности. Из всех этих факторов вытекает необходимость в едином славянском языке.
Главным кандидатом на роль единого языка славянских народов долгое время был русский, являвшийся крупнейшим как по географическому ареалу, так и по числу носителей, славянским языком, а на протяжении XIX века единственным славянским языком, де-факто использовавшимся на уровне основного государственного языка, будучи родным для более чем половины славянского населения Европы. Такое будущее русского языка не только пользовалось особой популярностью среди русскоговорящего славянского населения, но также являлось основной точкой зрения современников-панславистов, например, Людовита Штура.
Другие же считали, что церковнославянский был бы куда более лучшим и политически нейтральным решением для создания единого языка, ещё в прошлых веках имевший вес в качестве регионального языка, а также и по сей день использующийся во время славянской православной литургии, имеющий в православной церкви такое же место, как и латынь в католической. Также церковнославянский имеет гораздо большую лингвистическую близость к предку всех славянских языков — праславянскому языку, но при всём этом имеет также и ряд изъянов, таких как: используемая на письме устаревшая форма кириллицы, крайне сложная в использовании грамматика, лексика характеризуется очень большим количеством устаревших и плохо понимаемых современными славянами слов. Таким образом, ранние панславянские проекты были направлены на модернизацию и использование устаревшего церковнославянского языка для адаптации его к использованию в повседневных нуждах современных реалий.

## История
Межславянский язык имеет долгую историю становления, опережающую на века даже крупнейшие искусственные языки — волапюк и эсперанто. Старейшая известная попытка написания первого межславянского языка, получившая успех, датируется 1659—1666 годами и предпринята хорватским священником Юрием Крижаничем. В своей современной форме межславянский язык появился в 2006 году под названием «Славянски» (Slovianski). В 2011 году в «Славянском языке» произошла реформа и слияние с двумя другими проектами, после чего язык изменил название на «Межславянский», термин, впервые упомянутый чешским лингвистом Игнацем Хошеком в 1908 году.

### Ранние проекты
В 1583 году хорватский священник Симе Будинич перевёл катехезис Петра Канизия «Сумма христианского учения», выпустив перевод как на латинице, так и на кириллице, используя комплекс созданных им же правил, основанных на икавско-штоковском наречии. Перевод книги на язык, созданный Будиничем, оказался взаимопонятным для всех южнославянских народов того времени.
В 1661 году живший в Москве хорватский богослов, философ, писатель, лингвист, историк, этнограф, публицист и энциклопедист Юрий Крижанич был обвинён в поддержке униатов и отправлен в ссылку в Тобольск, где провёл 16 лет. В Тобольске Крижанич написал свои основные труды: «Политика», «О божественном Провидении», «Толкование исторических пророчеств», «О святом крещении», «Грамматическое изыскание о русском языке (идея всеславянского языка)», где описывает и развивает мысль о попытке создания межславянского языка, впервые описанная им в 1665 году в литературном труде «Gramatíčno izkâzanje ob rúskom jezíku», издававшийся на русском языке под названием «Грамматическое изыскание о русском языке (идея всеславянского языка)», также в труде впервые предложено для удобства заменить названия букв (аз, буки, веди и т. д.) односложными, фактически на 260 лет опережая реформу русской орфографии.
Крижанич назвал созданный им язык «Ruski jezik» (Русский язык). Он представлял собой смесь русского, церковнославянского и родного для Крижанича южного чакавского диалекта сербскохорватского языков, то есть тех языков, которыми Крижанич в совершенстве владел, используя не только при составлении грамматики искусственного языка, но и при написании одного из своих трудов «Политика» (1663—1666). Следуя анализу голландского слависта Тома Экмана, 59 % слов в «Политике» составляют слова, типичные для всех славянских языков, 10 % имеют русское и церковнославянское происхождение, 9 % — сербскохорватское, 2,5 % — польское, имеются также украинские слова и значительное количество созданных Крижаничем неологизмов.
Также заслуживает внимания попытка словацкого писателя Яна Геркеля по созданию универсального славянского языка в XIX веке. В 1826 году он создал Univeralis Lingua Slavica (универсальный славянский язык), также известный как всеславянский, но в отличие от проекта Крижанича, его язык был основан по большей части на западнославянских языках. Также на протяжении всей жизни пытался продвигать идею о необходимости создания единого панславянского языка
В течение второй половины XIX века идеи панславянского языка в основном имели место среди словенских и хорватских лингвистов, так как к этому времени единственной независимой славянской страной являлась Российская империя, в то время, как другим славянским народам, жившим в неславянских странах, не имеющим чётких границ, приходилось довольно часто контактировать друг с другом, в особенности это ситуация была напряжённой на Балканском полуострове, где жило множество южнославянских народов. Не считая попыток создания единой южнославянской грамматики, предпринимались также и попытки создания единого южнославянского языка, некоего наследника иллирийского, который мог бы стать для всех славян общим языком в будущем.
В южнославянском направлении создания панславянского языка стоит отметить особо важную работу, проведённую словенским австрославистом Матией Маяром, в будущем пересмотревшим свою позицию в пользу панславизма. В 1865 году им была опубликована книга «Узајемни Правопис Славјански» (Взаимная славянская орфография), в которой описывается лучший по мнению Матии путь по коммуникации между славянскими народами, а именно: взятие за основу необходимого языка и постепенная его модификация шаг за шагом. Первым шагом является изменение орфографии каждого отдельного языка и приближение её к окончательно межславянской форме, которую он вывел из пяти крупнейших на его время славянских языков: русского, церковнославянского, польского, чешского, и сербского. За исключением книги о едином славянском языке, Матия использовал свой язык в опубликованной им биографии Кирилла и Мефодия, а также в журнале, публикуемом им в 1873—1875 годах. В настоящее время, фрагмент языка, созданного Матией, может быть увиден в церкви австрийского города Гёрчаха. Другими, заслуживающими внимания, проектами являются южнославянские языки, созданные хорватом Матаей Баном, словенцами Радославом Разлагом и Божидаром Раичем, а также македонским болгаром Григором Парличевым
Всех авторов панславянских языков объединяет то, что они считали славянские языки лишь диалектами одного забытого общего языка, а также сожалели о том, что эти диалекты вышли за пределы взаимного понимания. Создавая свои языки, они пытались лишь обратить процесс вспять, а в долгой перспективе их проекты должны были заменить собой все имеющиеся славянские языки на один общий.

Лингвисты, внёсшие вклад в становление панславянских языков XIX века
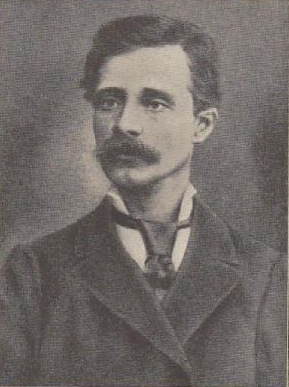
Григор Парличев (1830—1893)
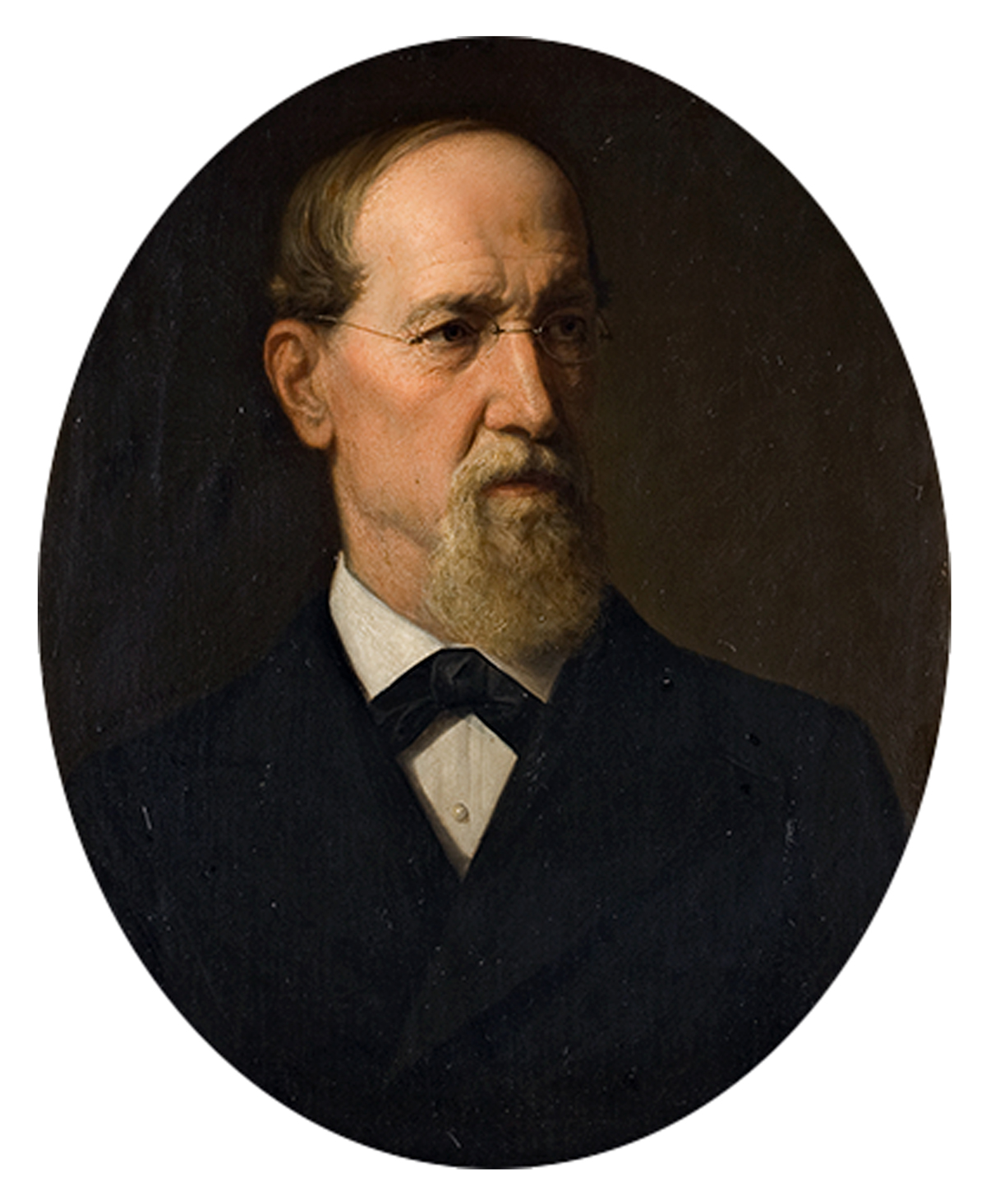
Матия Бан (1818—1903)
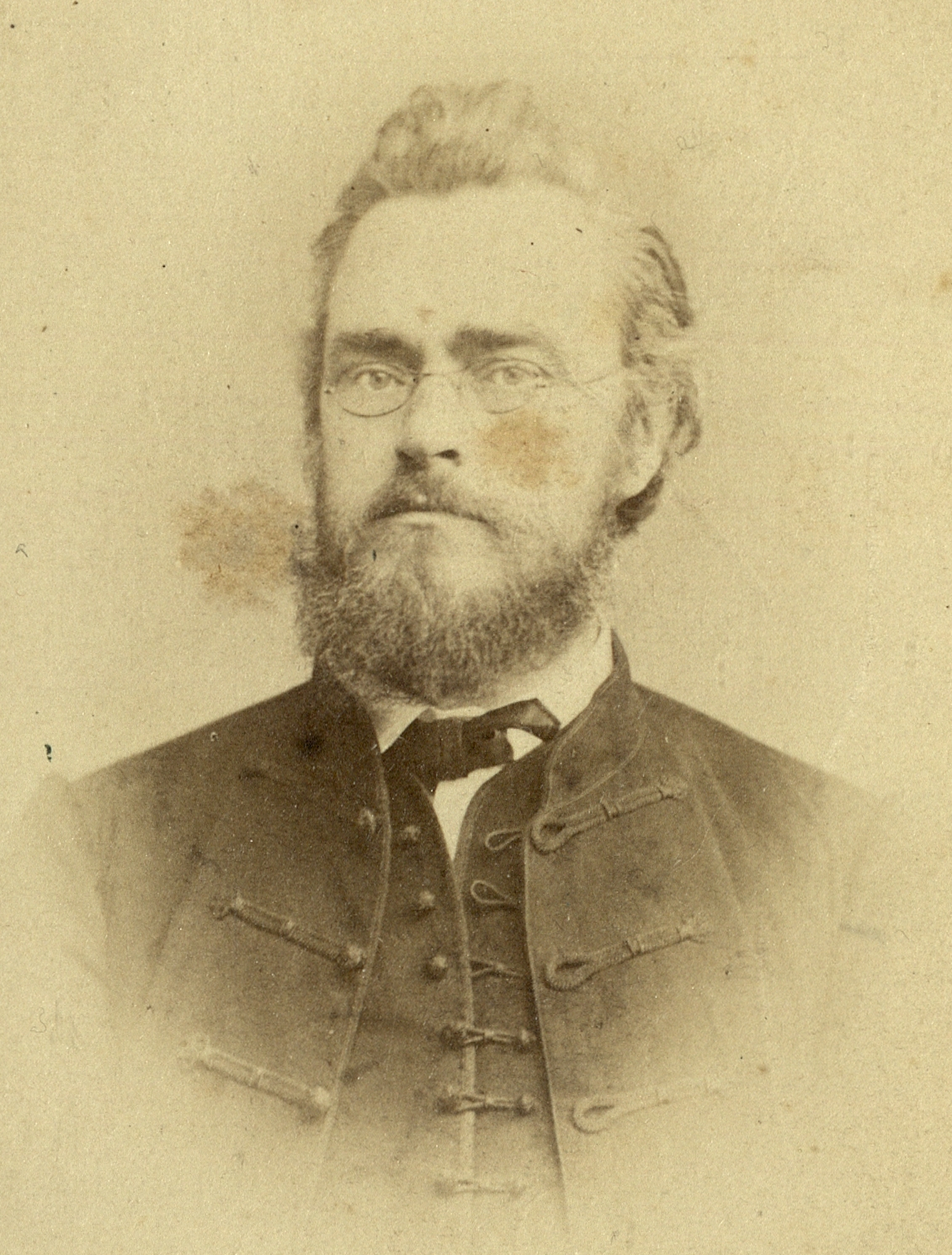
Радослав Разлаг[словен.] (1826—1880)
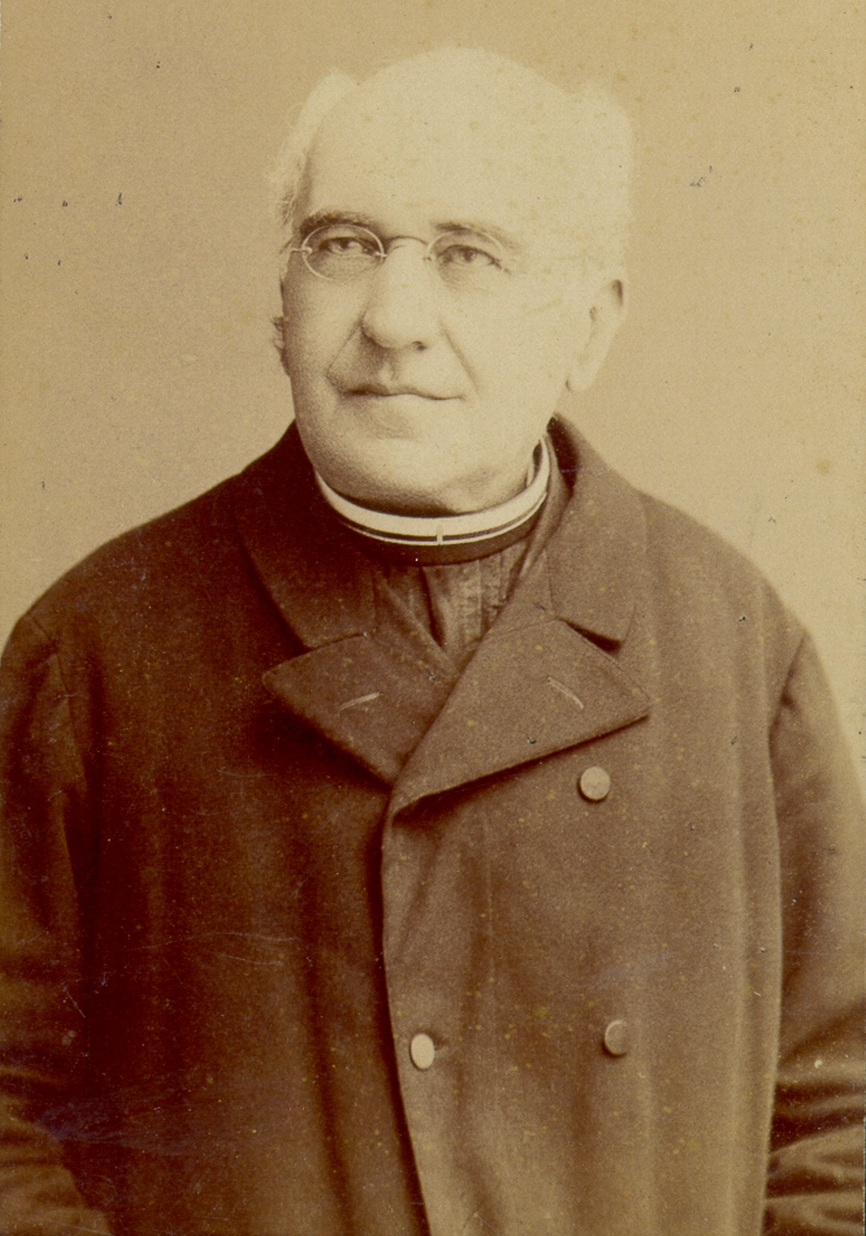
Божидар Раич[словен.] (1827—1886)

### В XX веке
В начале XX века стало понятно, что расхождение славянских языков уже необратимо и концепция панславянского литературного языка перестала быть хоть сколько-то реалистичной. Мечты панславистов о едином языке для всех славянских народов потерпели крах и осталось довольствоваться лишь образованием двух объединённых славянских государств — Югославии и Чехословакии. Тем не менее, потребность в общем языке для международного славянского общения по-прежнему ощущалась, и из-за влияния таких языков, как эсперанто, были предприняты усилия для создания языка, который больше не ставил перед собой цель замены отдельных славянских языков, а являл собой дополнительный второй язык для межславянского общения.
В этот же период времени центр межславянской деятельности сместилась с Балканского полуострова чуть севернее, а именно в чешские земли. В 1907 году чешский диалектолог Игнац Гошек (1852—1919) опубликовал грамматические основы «Neuslavisch», вместе с предложением о создании общего литературного языка для всех славян в Австро-Венгерской империи.
Пять лет спустя другой чех, Йозеф Конечны, опубликовал «Славину», «Славянский эсперанто», который, однако, имел очень мало общего с настоящим эсперанто, вместо объединения языков, он был основан главным образом на чешском. Хоть эти два проекта и были основаны без особых структурных изменений славянской грамматики, то же самое нельзя сказать о двух других проектах чешских авторов: «Слованштина» Эдмунда Колкопа и «Славский език» Богумила Голы. Оба проекта, опубликованные в 1912 и 1920 годах соответственно, демонстрируют явную тенденцию к грамматическому упрощению, например, путём устранения пола и падежей, а также схематизма.
В течение 1950-х годов чешский поэт и бывший эсперантист Ладислав Подмеле (1920—2000), также известный под псевдонимом Иржи Карен, несколько лет работал с группой выдающихся интерлингвистов над тщательно разработанным проектом «Междуславянский език» («Межславянский язык»). Среди прочего, они написали грамматику, эсперанто-межславянский словарь, курс изучения и учебник. Хотя ни один из них никогда не был опубликован, проект привлёк к себе внимание лингвистов из разных стран. Вероятно, исходя из политических реалий тех дней, язык был основан преимущественно на русском.

### Современное состояние

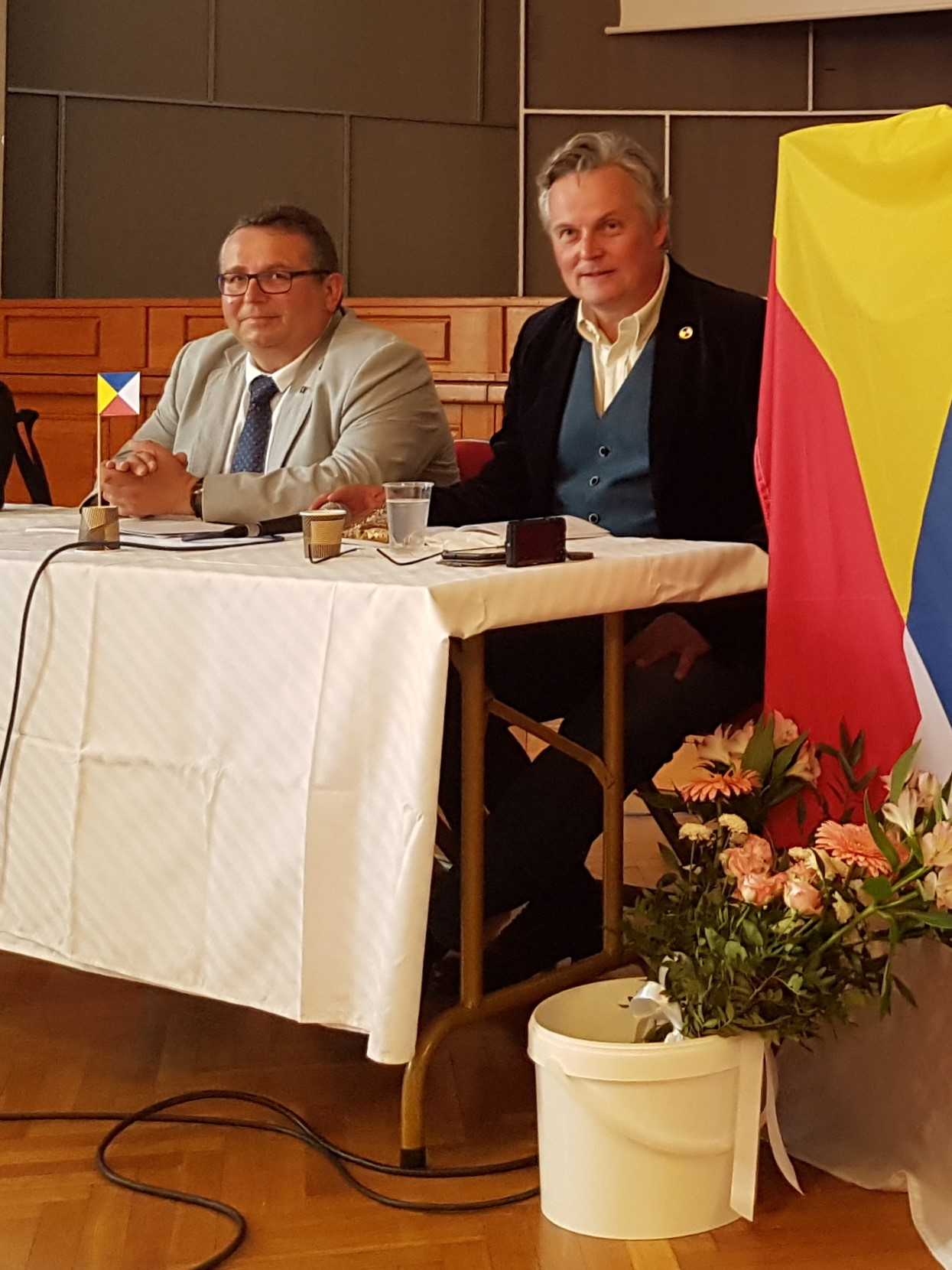
В. Мерунка и Я. ван Стенберген во время второй конференции по междуславянскому языку в 2018 году

Несмотря на то, что после распада Советского Союза и Югославии панславизм в Восточной Европе не играл никакой значимой социально-политической роли, глобализация и новые средства массовой информации, такие как интернет, привели к возобновлению интереса к языку, который был бы понятен всем славянским народам. Старые проекты были практически полностью забыты, но поскольку авторам новых лингвистических проектов стало относительно легко публиковать свои работы для широкой публики, то и попытки создания межславянского языка появились вновь.
В первые годы XXI века особую известность приобрёл словак Марк Гучко и несколько его проектов, среди которых были «Словио», «Ruskio» и «Rusanto», последние два из которых являются упрощёнными версиями русского языка. В отличие от большинства предыдущих проектов, эти не являлись натуралистическими, а представляли собой схематический язык, грамматика которого в значительной степени основана на эсперанто. Словио создавался не только как вспомогательный язык для славян, но также и для использования в более глобальном масштабе. По этой причине признания среди лингвистического славянского сообщества он не получил. Высокая степень упрощения, характерная для большинства международных вспомогательных языков, конечно, облегчает изучение языка, но также и увеличивает дистанцию с естественными славянскими языками и придаёт языку чрезмерно искусственный характер, что многими считается весомым недостатком.
В славянском мире было создано множество искусственных языков. В некотором смысле, таким языком был уже сам церковнославянский. С XIX века растёт интерес к восстановлению межславянской связи с помощью универсального языка. Список всех языков представлен на сайте Яна ван Стенбергена.
Проект «Словянски» (Slovianski) появился в марте 2006 года. Его предложил и первоначально разрабатывал Ондрей Речник (Ondrej Rečnik). Вскоре к проекту присоединились Габриэль Свобода (Gabriel Svoboda) и Ян ван Стенберген (Jan van Steenbergen). Задачей с самого начала ставилось создать простой язык общения между носителями различных славянских языков, без или с минимумом искусственных элементов, который славяне могли бы понять без предварительного изучения.
Изначально было предложено несколько экспериментальных версий:
- Slovianski-N — натуралистическая версия, созданная на общих для всех славянских языков элементах (Ян ван Стенберген, позднее Игорь Поляков)
- Slovianski-P — сильно упрощённая версия с элементами пиджина (Ондрей Речник, Габриэль Свобода), характеризующаяся отсутствием склонения существительных по падежам и согласования прилагательных с существительным в роде.
- Slovianski-S — попытка сочетать схематические элементы с натуралистическими (Габриэль Свобода, Игорь Поляков).
- Slovianto — радикально упрощённый язык, предлагаемый для начального этапа изучения словянски, не знакомым с особенностями славянских языков. Характеризуется отсутствием категории рода и упрощённым спряжением глаголов.

Разница между версиями заключается в основном в том, что у «Slovianski-N» имеется шесть грамматических падежей, а в «Slovianski-P» — как английский, болгарский и македонский — использует предлоги. Помимо этих двух вариантов (N обозначает натурализм, P происходит от слова «Prosti» или «простой»), также была опробована схематическая версия Slovianski-S, но она была заброшена на ранней стадии проекта.
В 2007 году разработчики отказались от схематических версий языка, и в 2009 году под названием «Словянски» подразумевалась лишь его натуралистическая версия Slovianski-N, состоящая только из материала, существующего во всех или в большинстве славянских языков, без каких-либо искусственных дополнений.
В 2009 году появился и проект «Словиоски» (Slovioski), созданный на основе словио с целью быть улучшением или своеродным натуралистическим продолжением этого лингвопроекта. Название языка является словослиянием слов «словио» и «словянски». Главным создателем был американский юрист польского происхождения Стивен Радзиковский (Steeven Radzikowski), другие — Андрей Морачевский (Andrej Moraczewski) и Михал Боровичка (Michal Borovička). Существовало два варианта грамматики:
- Polnij Slovioski — натуралистическая грамматика
- Prosti Slovioski — радикально упрощённая грамматика[33]

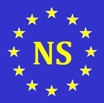
Логотип новославянского языка

В том же году чешский учитель и программист Войтех Мерунка опубликовал новославянский (Novoslovienskij jezyk) за свой счёт в виде 128-страничной книги. Новославянский, в отличие от других искусственных славянских языков, обладал сложной грамматикой, характеризующейся различными архаизмами, например: четыре типа прошедшего времени, двойственное число, семь падежей, буква ѣ. База новославянской грамматики, морфологии и лексики получены непосредственно от классического старославянского. Новославянский был тесно связан с проектом словянски, с которым новославянский имел общий словарь современных понятий. Разница состоит, в основном, на уровне грамматики и морфологии, где словянски является более простой версией того же универсального межславянского языка с упрощённой грамматикой, орфографии и лексики, состоящий только из слов и сочетаний современных языков, а новославянский — полной версией того же универсального языка с неупрощённой грамматикой, морфологией, орфографией и лексикой, состоящей не только из современных языков, но и от оригинальной лексики старославянского языка.
В 2011 году проектными группами словянски, словиоски и новославянского языка было принято принципиальное решение о слиянии этих близких проектов в междуславянский язык (Medžuslovjansky jezyk). При этом, объединение происходило не путём создания общей грамматики и общего словаря, а путём сближения имеющихся грамматик и словарей в ходе постоянного обсуждения. Окончательное слияние проектов произошло летом 2017 года, во время I Конференции по межславянскому языку (CISLa 2017). Текущая версия межславянского языка была создана комитетом в составе: Войтех Мерунка, Ян ван Стенберген, Роберто Ломбино, Михал Сват, Павел Скрылёв.
При поддержке Фонда им. А. Хованского переведено и издано учебное пособие для русскоязычных.

## Сообщество
Количество людей, говорящих на межславянском, довольно трудно установить. Отсутствие каких-либо статистических и демографических данных является распространённой проблемой среди искусственных языков, поэтому оценки всегда являются косвенными и приблизительными. В 2012 году болгарский автор Иван Илиев упомянул «нескольких сотен» владеющих языком. В августе 2024 года Михал Сват — участник Межславянского комитета — оценивал количество владеющих языком от 700 до 3000.
Начиная с января 2019 и по сей момент в интернете появляется множество объединений разных славян, которые приняли для себя решение говорить между собой только на Межславянском языке, самыми крупными считаются Facebook, где более 18000 человек, Discord канал — 5700 человек, группа во ВКонтакте на 2000 человек, а также Telegram канал на 600 человек, в которых суммарно уже более 20 тыс. человек.
Конечно, не каждый человек, который присоединился к группе, является носителем языка, но, с другой стороны, не каждый говорящий становится участником. Кроме того, цифры членства традиционно использовались и для подсчётов говорящих на эсперанто, хотя не каждый участник мог фактически говорить на языке. Для сравнения, в том же 2014 году 320 000 человек заявляли, что владеют эсперанто. Хоть эти цифры и общеизвестно ненадёжны, Амри Вандель счёл их достаточно точными и полезными для подсчёта числа говорящих на эсперанто во всем мире, в результате чего число носителей языка составило 1 920 000. При применении на межславянском этот же метод выдаст 27 600 ораторов на 2014 год.
Проект имеет два новостных онлайн-портала, а также два собственных интернет-журнала: с 2011 года Izvesti.info и с 2017 года Slovjani.info, где регулярно появляются новости на межславянском, посвящённые проблемам славянских народов в более широком социокультурном контексте современности, и собственный вики-проект, в котором объединяются сборники текстов и материалов на межславянском языке, чем-то напоминая Викитеку. С 2016 года межславянский используется в научном журнале Ethnoentomology для заголовков статей, рефератов и подписей к изображениям.
В июне 2017 года в чешском городе Старе-Место недалеко от Угерске-Градиште состоялась международная конференция, посвящённая межславянскому языку.Презентации проводились на межславянском языке или же переводились на него. Вторая конференция состоялась в 2018 году. В том же году Вит Едличка, президент микрогосударства Либерленд, также выразил своё намерение провести конгресс по межславянскому языку.
Третья межславянская конференция в августе 2020 года не состоялась по причине пандемии коронавируса..

## В культуре
- Межславянский язык играет немаловажную роль в чешско-словацко-украинской экранизации книги «Раскрашенная птица» американского писателя польско-еврейского происхождения Ежи Косинского, которая вышла в сентябре 2019 года, где выступает одним из основных языков картины наряду с чешским, немецким и русским[54][55][56]
- Межславянский является языком озвучки игр [Bober Bros] It’s Just A Prank[57] и [Bober Bros] The Hole[58]

## Орфография и фонетика
Одним из основных принципов межславянского языка является то, что он может и должен быть написан с помощью любой клавиатуры, имеющей славянскую раскладку. Поскольку граница между латиницей и кириллицей проходит через середину славянской территории, в межславянском есть официальная орфография для обоих алфавитов. Из-за различий, например, между польским алфавитом и другими латинскими алфавитами, а также между сербской / македонской кириллицей и другими формами кириллицы, также допускаются альтернативные варианты написания. Поскольку межславянский язык не является ни этническим, ни официальным языком для какого-либо народа или государства, то жёстких и быстро появляющихся правил, касающихся акцентуации, тоже нет.
Особенности использования двух письменностей включают в себя латиницу с буквами «č», «ž», «š» для шипящих и «ě», а также кириллицу c «љ» и «њ» для палатализированных согласных ль и нь, и «j» для йотации.

### Таблица соотношения алфавитов
| Кириллица | Латиница | МФА        | Альтернативный ввод |
| --------- | -------- | ---------- | ------------------- |
| А а       | A a      | /ɑ~a/      |                     |
| Б б       | B ʙ      | /b/        |                     |
| В в       | V v      | /v~ʋ/      |                     |
| Г г       | G g      | /g~ɦ/      |                     |
| Д д       | D d      | /d/        |                     |
| Дж дж     | DŽ dž    | /dʒ~dʐ/    | Лат. dzs, dzx       |
| Е е       | E e      | /ɛ~e/      |                     |
| Є є       | Ě ě      | /jɛ~ʲɛ ~ɛ/ | Кир. е, Лат. e,     |
| Ж ж       | Ž ž      | /ʒ~ʐ/      | Лат. zs, zx         |
| З з       | Z z      | /z/        |                     |
| И и       | I i      | /i/        |                     |
| Ј ј       | J j      | /j/        | Кир. й              |
| К к       | K k      | /k/        |                     |
| Л л       | L l      | /l~ɫ/      |                     |
| Љ љ       | LJ lj    | /ʎ~l/      | Кир. ль             |
| М м       | M m      | /m/        |                     |
| Н н       | N n      | /n/        |                     |
| Њ њ       | NJ nj    | /nʲ~ɲ/     | Кир. нь             |
| О о       | O o      | /ɔ~o/      |                     |
| П п       | P p      | /p/        |                     |
| Р р       | R r      | /r/        |                     |
| С с       | S s      | /s/        |                     |
| Т т       | T t      | /t/        |                     |
| У у       | U u      | /u/        |                     |
| Ф ф       | F f      | /f/        |                     |
| Х х       | H h      | /x/        |                     |
| Ц ц       | C c      | /ts/       |                     |
| Ч ч       | Č č      | /tʃ~tʂ/    | Лат. cz, cx         |
| Ш ш       | Š š      | /ʃ~ʂ/      | Лат. sz, sx         |
| Ы ы       | Y y      | /i~ɪ~ɨ/    | Кир. и, Лат. i      |

Фонемы, передаваемые буквами є и ы в кириллице, незнакомы части славян. Поэтому можно писать просто буквы е/и вместо є/ы.
Также существует другой, расширенный, вариант орфографии межславянского языка, именуемый «научным межславянским». Он включает в себя 14 дополнительных букв для латиницы и 7 дополнительных букв для кириллицы. Написание этих латинских букв, за некоторым исключением, сродни расстановке точек над Ёё. Научный межславянский — своего рода надстройка над простым, цель которой точнее передать некоторые важные особенности славянских языков.
| Латиница  | Кириллица | МФА       |
| --------- | --------- | --------- |
| Å å       | Ӑ ӑ       | /ɒ/       |
| Ę ę       | Ѧ ѧ       | /jɛ̃~ʲɛ̃~ɛ̃/ |
| Ų ų       | Ѫ ѫ       | /ɔ̃/       |
| Ė ė / È è | Э э       | /ɛ~ǝ/     |
| Ȯ ȯ / Ò ò | Ъ ъ       | /ə/       |
| Ć ć       | Ћ ћ       | /t͡ɕ/      |
| Ð đ       | Ђ ђ       | /d͡ʑ/      |

| Латиница  | Кириллица   | МФА    |
| --------- | ----------- | ------ |
| D́ d́ / Ď ď | Дь          | /dʲ~ɟ/ |
| Ź ź       | Зь          | /zʲ~ʑ/ |
| Ĺ ĺ / Ľ ľ | Љ љ / ЛЬ ль | /l~ʎ/  |
| Ń ń / Ň ň | Њ њ / НЬ нь | /nʲ~ɲ/ |
| Ŕ ŕ / Ř ř | Рь          | /rʲ~r̝/ |
| Ś ś       | Сь          | /sʲ~ɕ/ |
| T́ t́ / Ť ť | Ть          | /tʲ~c/ |

## Грамматика
Грамматика имеет большое сходство со славянскими языками. Используются грамматические черты, присущие большинству славянских языков. Таким образом, как и в натуральных славянских языках, существительные имеют 3 рода и 2 числа и согласуются с прилагательными по роду, числу и 7 падежам (которых в большинстве языков 6-7). Глаголы имеют совершенный и несовершенный вид и спрягаются по лицам в настоящем времени и по роду в прошедшем времени, также имеются повелительное и сослагательное наклонения.
| Межславянский        | Русский язык        |
| -------------------- | ------------------- |
| ја                   | я                   |
| ты                   | ты                  |
| он                   | он                  |
| мы                   | мы                  |
| вы                   | вы                  |
| они, оне             | они                 |
| тутој, тута, туто    | этот, эта, это      |
| тамтој, тамта, тамто | тот, та, то         |
| ту, сде              | тут, здесь          |
| тамо                 | там                 |
| кто                  | кто                 |
| что                  | что                 |
| кде                  | где                 |
| когда                | когда               |
| како                 | как                 |
| не                   | не                  |
| вес, вса, все, вси   | весь, вся, всё, все |
| много                | многие              |
| неколико             | несколько           |
| немного, мало        | немного, мало       |
| ины, другы           | иной, другой        |
| једин, једна, једно  | один, одна, одно    |
| два                  | два                 |
| три                  | три                 |
| четыри               | четыре              |
| пет                  | пять                |
| великы               | большой, великий    |
| долгы                | длинный, долгий     |
| широкы               | широкий             |
| толсты               | толстый             |
| тежкы                | тяжёлый             |
| малы                 | маленький           |
| краткы               | короткий            |
| вузкы, тесны         | узкий               |
| тонкы                | тонкий              |
| жена                 | женщина             |
| муж                  | мужчина             |
| чловєк               | человек             |
| дєте                 | ребёнок, дитя       |
| жена                 | жена                |
| муж                  | муж                 |
| мати                 | мать                |
| отец                 | отец                |
| животно, звер        | животное, зверь     |
| рыба                 | рыба                |
| птица, птак          | птица               |
| пес                  | собака, пёс         |
| вош                  | вошь                |
| змија                | змея                |
| чрвјак               | червь               |
| дрєво                | дерево              |
| лєс                  | лес                 |
| овоч, плод           | фрукт, плод         |
| сєме                 | семя                |
| лист                 | лист                |
| корењ                | корень              |
| кора                 | кора                |
| цвєт                 | цветок              |
| трава                | трава               |
| врва, шнур           | верёвка             |
| кожа                 | кожа                |
| месо                 | мясо                |
| кров                 | кровь               |

### Существительные
Существительные склоняются в семи падежах, различаются мужской, женский и средний род, единственное число, множественное число.
| Падеж        | Твёрдая парадигма | Твёрдая парадигма | Мягкая парадигма | Мягкая парадигма |
| Падеж        | ед. ч.            | мн. ч.            | ед. ч.           | мн. ч.           |
| ------------ | ----------------- | ----------------- | ---------------- | ---------------- |
| Именительный | бог               | бог-и             | муж              | муж-и            |
| Родительный  | бог-а             | бог-ов            | муж-а            | муж-ев           |
| Дательный    | бог-у             | бог-ам            | муж-у            | муж-ам           |
| Винительный  | бог-а             | бог-ов            | муж-а            | муж-ев           |
| Творительный | бог-ом            | бог-ами           | муж-ем           | муж-ами          |
| Местный      | бог-у             | бог-ах            | муж-у            | муж-ах           |
| Звательный   | бож-е             | бог-и             | муж-у            | муж-и            |

| Падеж        | Твёрдая парадигма | Твёрдая парадигма | Мягкая парадигма | Мягкая парадигма |
| Падеж        | ед. ч.            | мн. ч.            | ед. ч.           | мн. ч.           |
| ------------ | ----------------- | ----------------- | ---------------- | ---------------- |
| Именительный | хлєб              | хлєб-ы            | крај             | крај-е           |
| Родительный  | хлєб-а            | хлєб-ов           | крај-а           | крај-ев          |
| Дательный    | хлєб-у            | хлєб-ам           | крај-у           | крај-ам          |
| Винительный  | хлєб              | хлєб-ы            | крај             | крај-е           |
| Творительный | хлєб-ом           | хлєб-ами          | крај-ем          | крај-ами         |
| Местный      | хлєб-у            | хлєб-ах           | крај-у           | крај-ах          |
| Звательный   | хлєб-е            | хлєб-ы            | крај-у           | крај-е           |

| Падеж        | Твёрдая парадигма | Твёрдая парадигма | Мягкая парадигма | Мягкая парадигма | III тип склонения | III тип склонения |
| Падеж        | ед. ч.            | мн. ч.            | ед. ч.           | мн. ч.           | ед. ч.            | мн. ч.            |
| ------------ | ----------------- | ----------------- | ---------------- | ---------------- | ----------------- | ----------------- |
| Именительный | жен-а             | жен-ы             | душ-а            | душ-е            | кост              | кост-и            |
| Родительный  | жен-ы             | жен               | душ-е            | душ-еј           | кост-и            | кост-иј           |
| Дательный    | жен-є             | жен-ам            | душ-и            | душ-ам           | кост-и            | кост-ам           |
| Винительный  | жен-у             | жен-ы             | душ-у            | душ-е            | кост              | кост-и            |
| Творительный | жен-оју           | жен-ами           | душ-еју          | душ-ами          | кост-ју           | кост-ами          |
| Местный      | жен-є             | жен-ах            | душ-и            | душ-ах           | кост-и            | кост-ах           |
| Звательный   | жен-о             | жен-ы             | душ-о            | душ-е            | кост-и            | кост-и            |

| Падеж        | Твёрдая парадигма | Твёрдая парадигма | Мягкая парадигма | Мягкая парадигма |
| Падеж        | ед. ч.            | мн. ч.            | ед. ч.           | мн. ч.           |
| ------------ | ----------------- | ----------------- | ---------------- | ---------------- |
| Именительный | слов-о            | слов-а            | пољ-е            | пољ-а            |
| Родительный  | слов-а            | слов              | пољ-а            | пољ-еј           |
| Дательный    | слов-у            | слов-ам           | пољ-у            | пољ-ам           |
| Винительный  | слов-о            | слов-а            | пољ-е            | пољ-а            |
| Творительный | слов-ом           | слов-ами          | пољ-ем           | пољ-ами          |
| Местный      | слов-у            | слов-ах           | пољ-у            | пољ-ах           |
| Звательный   | слов-о            | слов-а            | пољ-е            | пољ-а            |

| Падеж        | Твёрдая парадигма | Твёрдая парадигма | Твёрдая парадигма | Твёрдая парадигма | Мягкая парадигма | Мягкая парадигма |
| Падеж        | ед. ч.            | мн. ч.            | ед. ч.            | мн. ч.            | ед. ч.           | мн. ч.           |
| ------------ | ----------------- | ----------------- | ----------------- | ----------------- | ---------------- | ---------------- |
| Именительный | име               | имен-а            | дєте              | дєт-и             | црков            | цркв-и           |
| Родительный  | имен-е            | имен              | дєтет-е           | дєт-иј            | цркв-е           | цркв-иј          |
| Дательный    | имен-и            | имен-ам           | дєтет-и           | дєт-ам            | цркв-и           | цркв-ам          |
| Винительный  | име               | имен-а            | дєте              | дєти              | црков            | цркв-и           |
| Творительный | имен-ем           | имен-ами          | дєтет-ем          | дєт-ами           | црков-ју         | цркв-ами         |
| Местный      | имен-и            | имен-ах           | дєтет-и           | дєт-ах            | цркв-и           | цркв-ах          |
| Звательный   | име               | имен-а            | дєте              | дєт-и             | црков            | цркв-и           |

### Прилагательные
Прилагательные в межславянском языке согласуются с существительными по роду, числу, падежу и одушевлённости.
| Падеж        | Единственное число | Единственное число | Единственное число | Множественное число | Множественное число |
| Падеж        | мужской род        | средний род        | женский род        | мужской род, одуш.  | осталые             |
| ------------ | ------------------ | ------------------ | ------------------ | ------------------- | ------------------- |
| Именительный | добр-ы             | добр-о             | добр-а             | добр-и              | добр-е              |
| Родительный  | добр-ого           | добр-ого           | добр-ој            | добр-ых             | добр-ых             |
| Дательный    | добр-ому           | добр-ому           | добр-ој            | добр-ым             | добр-ым             |
| Винительный  | добр-ы/-ого        | добр-о             | добр-у             | добр-ых             | добр-е              |
| Творительный | добр-ым            | добр-ым            | добр-оју           | добр-ыми            | добр-ыми            |
| Местный      | добр-ом            | добр-ом            | добр-ој            | добр-ых             | добр-ых             |

| Падеж        | Единственное число | Единственное число | Единственное число | Множественное число | Множественное число |
| Падеж        | мужской род        | средний род        | женский род        | мужской род, одуш.  | осталые             |
| ------------ | ------------------ | ------------------ | ------------------ | ------------------- | ------------------- |
| Именительный | свєж-и             | свєж-е             | свєж-а             | свєж-и              | свєж-е              |
| Родительный  | свєж-его           | свєж-его           | свєж-еј            | свєж-их             | свєж-их             |
| Дательный    | свєж-ему           | свєж-ему           | свєж-еј            | свєж-им             | свєж-им             |
| Винительный  | свєж-и/-его        | свєж-е             | свєж-у             | свєж-их             | свєж-е              |
| Творительный | свєж-им            | свєж-им            | свєж-еју           | свєж-ими            | свєж-ими            |
| Местный      | свєж-ем            | свєж-ем            | свєж-еј            | свєж-их             | свєж-их             |

## Лексика
Слово в соответствующем значении включается в словарь языка, если оно набирает 3 балла. При этом, русский и польский языки дают по 1 баллу, белорусский, украинский, чешский, словацкий, словенский, сербо-хорватский, македонский и болгарский — по 0,5 балла. Таким образом, по 2 балла имеет каждая из 3 групп славянских языков: восточнославянская, западнославянская и южнославянская.
Если для какого-то значения не находится слова, набирающего 3 балла, то выбор осуществляется путём открытого обсуждения на Славянском форуме из слов, имеющихся в живых славянских языках. В исключительных случаях сообщество допускает неологизмы.
В настоящее время (после объединения словянски, словиоски и новославянского языков) межславянское сообщество использует 3 словаря:
1. Межславянский словарь (более 17500 слов в апреле 2019)
2. Междуславянско-русский словарь (7700 слов на январь 2015)
3. Краткий новославянский словарь

При этом пополняется только первый из них.

## Примеры текстов
| Межславянский (расширеный алфавит) | Межславянский | Русский |
| --- | --- | --- |
| — Ало, мамо, дај телефон татє! — Ало, тато, јест ли «Спартак» чемпион? — Да, дъћерко, рӑзумєје сѧ! — Тато, дај телефон мамє! — Мамо, јеси услышала — тата дозволил! | — Ало, мамо, дај телефон татє! — Ало, тато, јест ли «Спартак» чемпион? — Да, дочерко, разумєје се! — Тато, дај телефон мамє! — Мамо, јеси услышала — тата дозволил! | — Алло, мама, дай трубку папе! — Алло, папа, а правда, что «Спартак» — чемпион? — Да, доченька, разумеется! — Папа, дай трубку маме! — Мама, ты слышала — папа разрешил! |

Отче наш:
| Межславянский кириллицей | Межславянский латиницей | Ц.-славянский в адаптир. орфографии | Ст.-славянский в нормализ. орфогр. |
| --- | --- | --- | --- |
| Отче наш, которы јеси в небесах, нехај свети се име Твоје. Нехај пријде краљевство Твоје, нехај буде воља Твоја, како в небу тако и на земји. Хлєб наш всакоденны дај нам днес, и одпусти нам наше грєхы, тако како мы одпушчајемо нашим грєшникам. И не введи нас в покушенје, але избави нас од злого. Ибо Твоје јест краљевство и моч и слава, на вєкы вєков. Амин. | Otče naš, ktory jesi v nebesah, nehaj sveti se ime Tvoje. Nehaj prijde kraljevstvo Tvoje, nehaj bude volja Tvoja, kako v nebu tako i na zemji. Hlěb naš vsakodenny daj nam dnes, i odpusti nam naše grěhy, tako kako my odpuščajemo našim grěšnikam. I ne vvedi nas v pokušenje, ale izbavi nas od zlogo. Ibo Tvoje jest kraljevstvo i moč i slava, na věky věkov. Amin. | Отче наш, Иже еси́ на небесѣ́х! Да святи́тся имя Твое́, да прии́дет Царствие Твое́, да будет воля Твоя, я́ко на небеси́ и на земли́. Хлѣб наш насу́щный даждь нам днесь; и оста́ви нам до́лги наша, я́коже и мы оставля́ем должнико́м нашим; и не введи́ нас во искушение, но изба́ви нас от лука́ваго. Яко твое́ есть царствие и сила и слава во вѣки. Аминь. | Отьчє нашь·ижє ѥси на нєбєсѣхъ: да свѧтитъ сѧ имѧ Твоѥ· да придєтъ цѣсар҄ьствиѥ Твоѥ· да бѫдєтъ волꙗ Твоꙗ ꙗко на нєбєси и на ꙁємл҄и: хлѣбъ нашь насѫщьнꙑи даждь намъ дьньсь· и отъпоусти намъ длъгꙑ нашѧ ꙗко и мꙑ отъпоущаѥмъ длъжьникомъ нашимъ· и нє въвєди насъ въ искоушєниѥ· нъ иꙁбави нꙑ отъ нєприꙗꙁни: ꙗко твоѥ ѥстъ цѣсар҄ьствиѥ и сила и слава въ вѣкꙑ вѣкомъ Аминь჻ |

## Литература

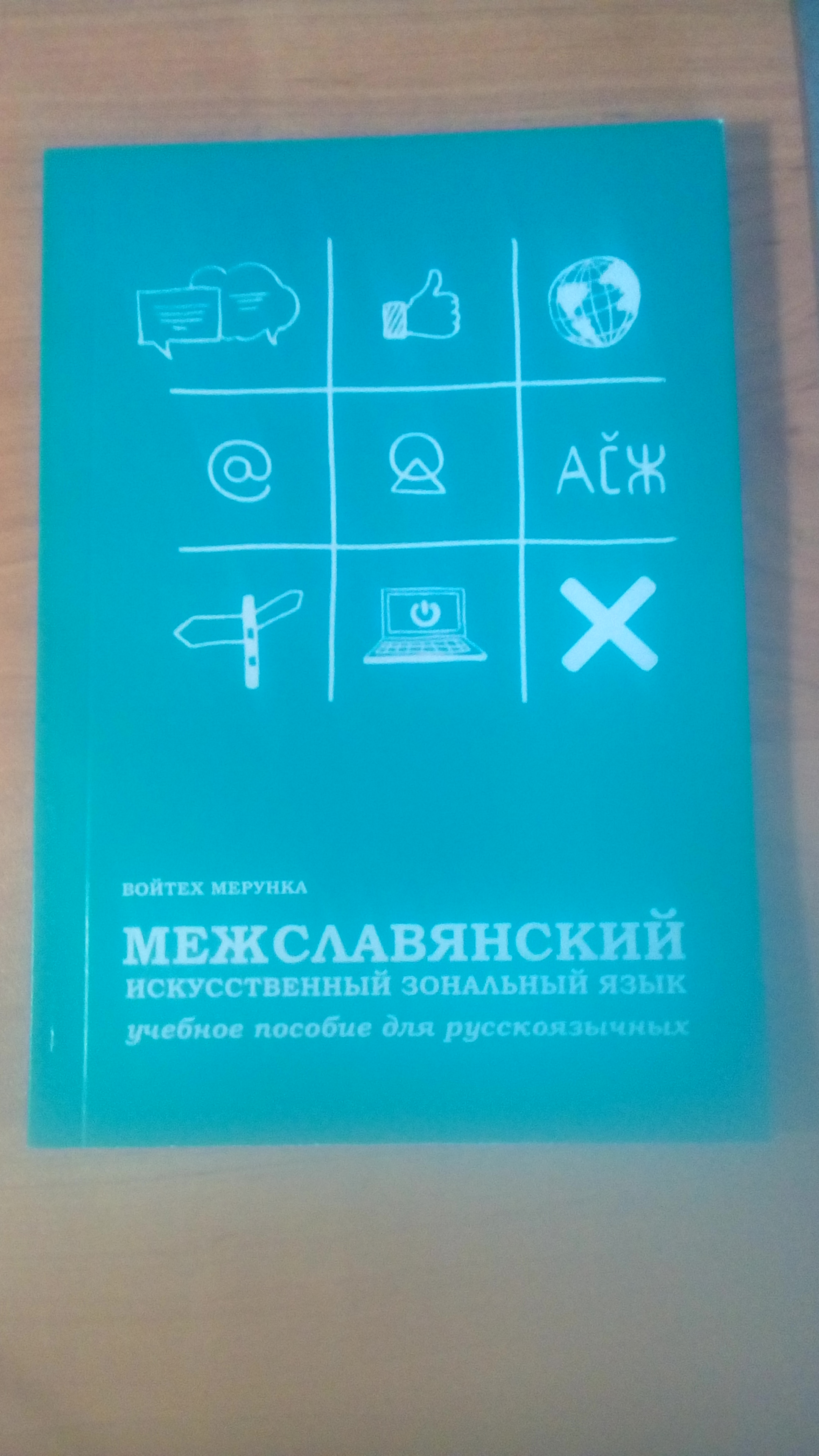
В. Мерунка — Межславянский искусственный зональный язык: Учебное пособие для русскоязычных